# Ouratea pseudomarahuacensis
Ouratea pseudomarahuacensis är en tvåhjärtbladig växtart som beskrevs av Claude Henri Léon Sastre. Ouratea pseudomarahuacensis ingår i släktet Ouratea och familjen Ochnaceae. Inga underarter finns listade i Catalogue of Life.